# Hoofdkwartier van de Verenigde Naties
Het gebouw van het hoofdkwartier van de Verenigde Naties bevindt zich in New York, op het oostelijke deel van Manhattan aan de East River. Hier vergaderen de Veiligheidsraad, de Algemene Vergadering van de Verenigde Naties en jaarlijks de Economische en Sociale Raad van de Verenigde Naties. 
Pas in 1949 werd het hoofdkantoor verplaatst van Londen naar New York. Alhoewel dit op Amerikaans grondgebied is, worden zowel het gebouw als omgeving beschouwd als internationaal gebied. 
Het complex omvat drie grote gebouwen: het Secretariaat, het gebouw van Algemene Vergadering van de VN en de Dag Hammarskjöld-bibliotheek.
Andere gebouwen van de VN bevinden zich in Genève, Wenen en Nairobi.
Het gebouw, naar een ontwerp van architect Oscar Niemeyer, is 154 meter hoog en heeft 39 verdiepingen. De bouw startte in 1947 en het gebouw is op 9 januari 1951 officieel in gebruik genomen.
In en bij het gebouwencomplex is een kunstcollectie ontstaan, met name sculpturen, mozaïeken e.d.. Meestal betreft dit officiële schenkingen door beroemde kunstenaars (onder wie Marc Chagall) of door lidstaten van de VN. Zo schonk de Sovjet-Unie  in 1959 een groot standbeeld in de stijl van het socialistisch realisme van de hand van Jevgeni Voetsjetitsj, met het o.a. aan de bijbel ontleende  anti-oorlogsthema Zwaarden omsmeden tot ploegscharen. Net binnen de omheining van het complex staat een rij vlaggenmasten waar de vlaggen van alle 193 VN-lidstaten, 2 waarnemende staten en de VN-vlag in Engelse alfabetische volgorde wapperen.

## Galerij

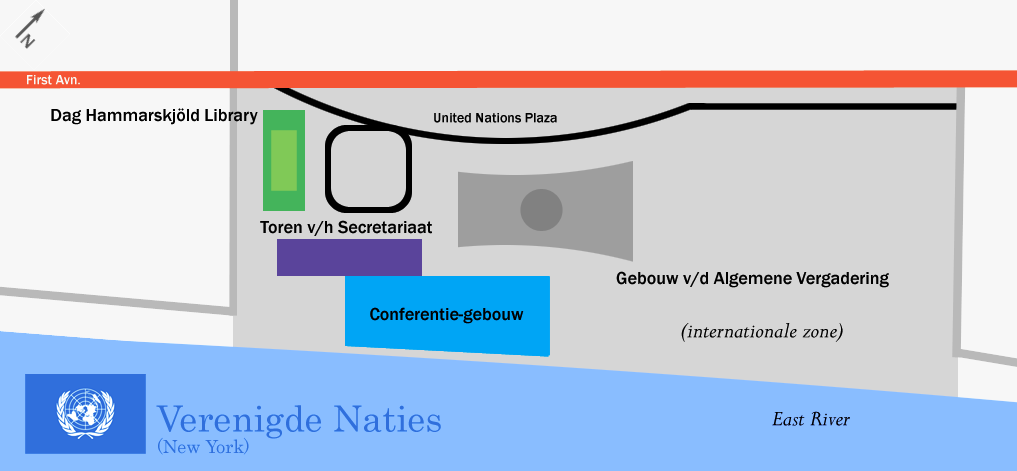
Plattegrond van het terrein
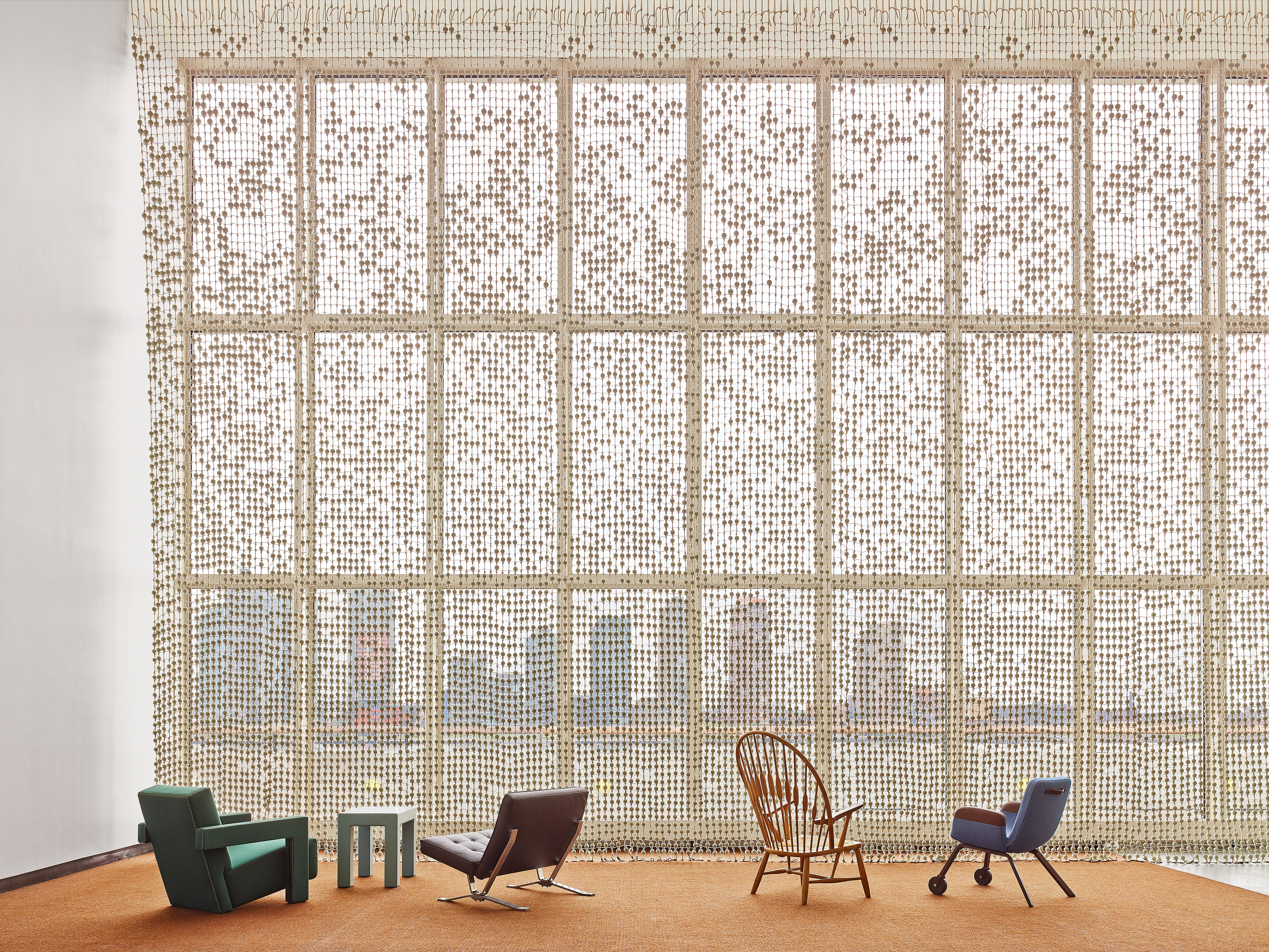
Loungeruimte met onder meer de Utrechtse stoel van Gerrit Rietveld en de Barcelona-stoel van Ludwig Mies van der Rohe
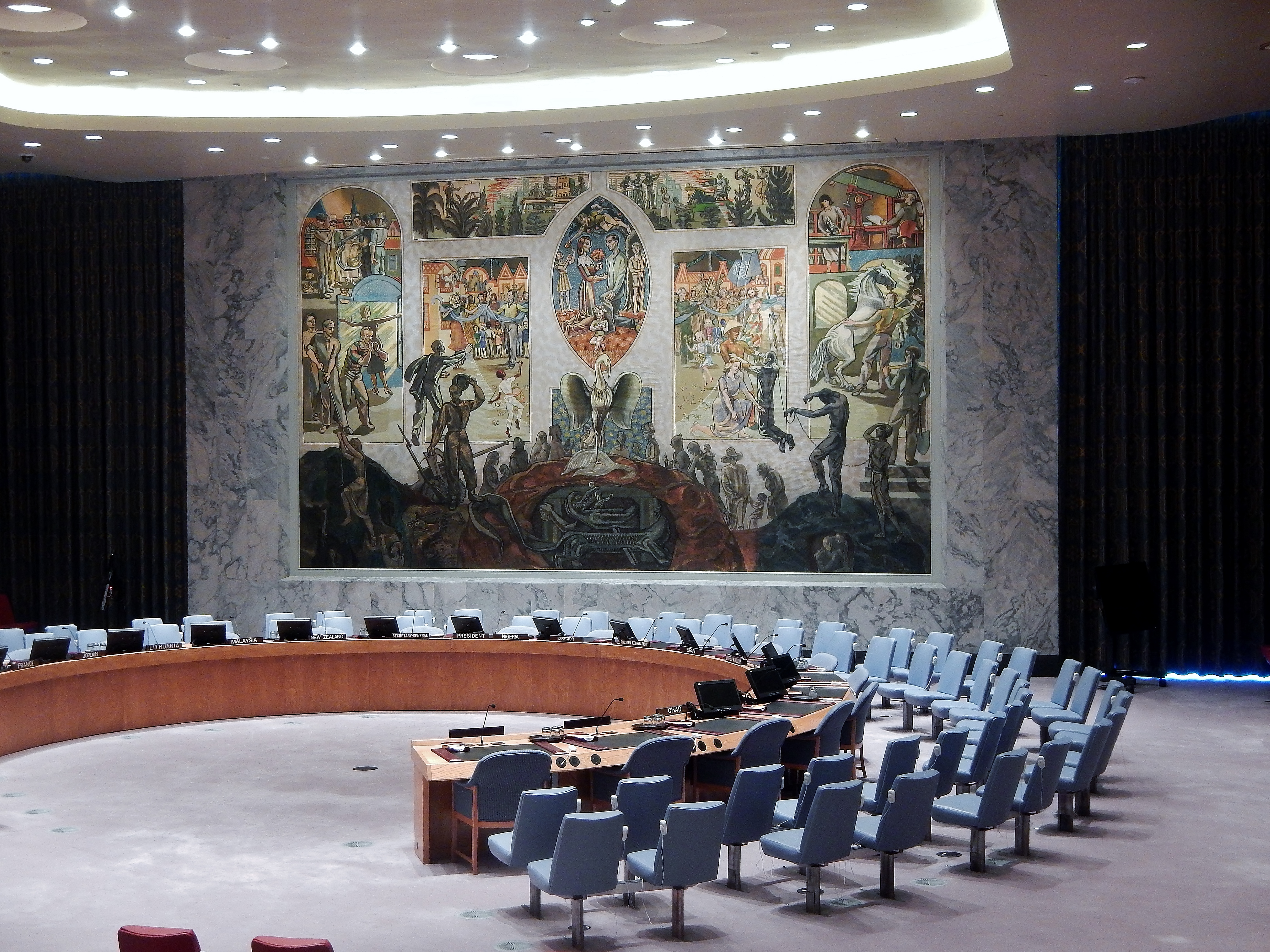
De vergaderzaal van de Veiligheidsraad
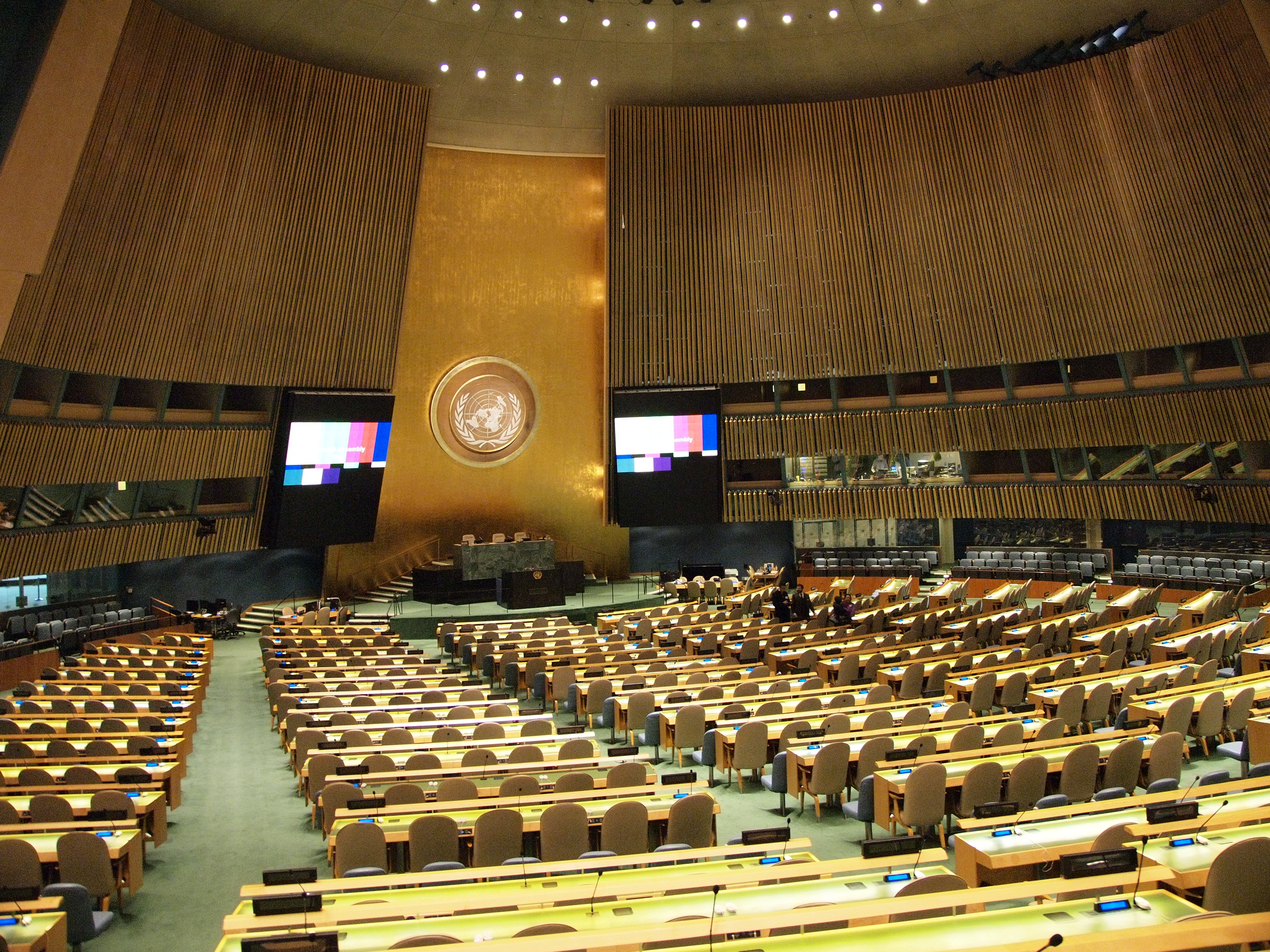
Vergaderzaal van de Algemene Vergadering
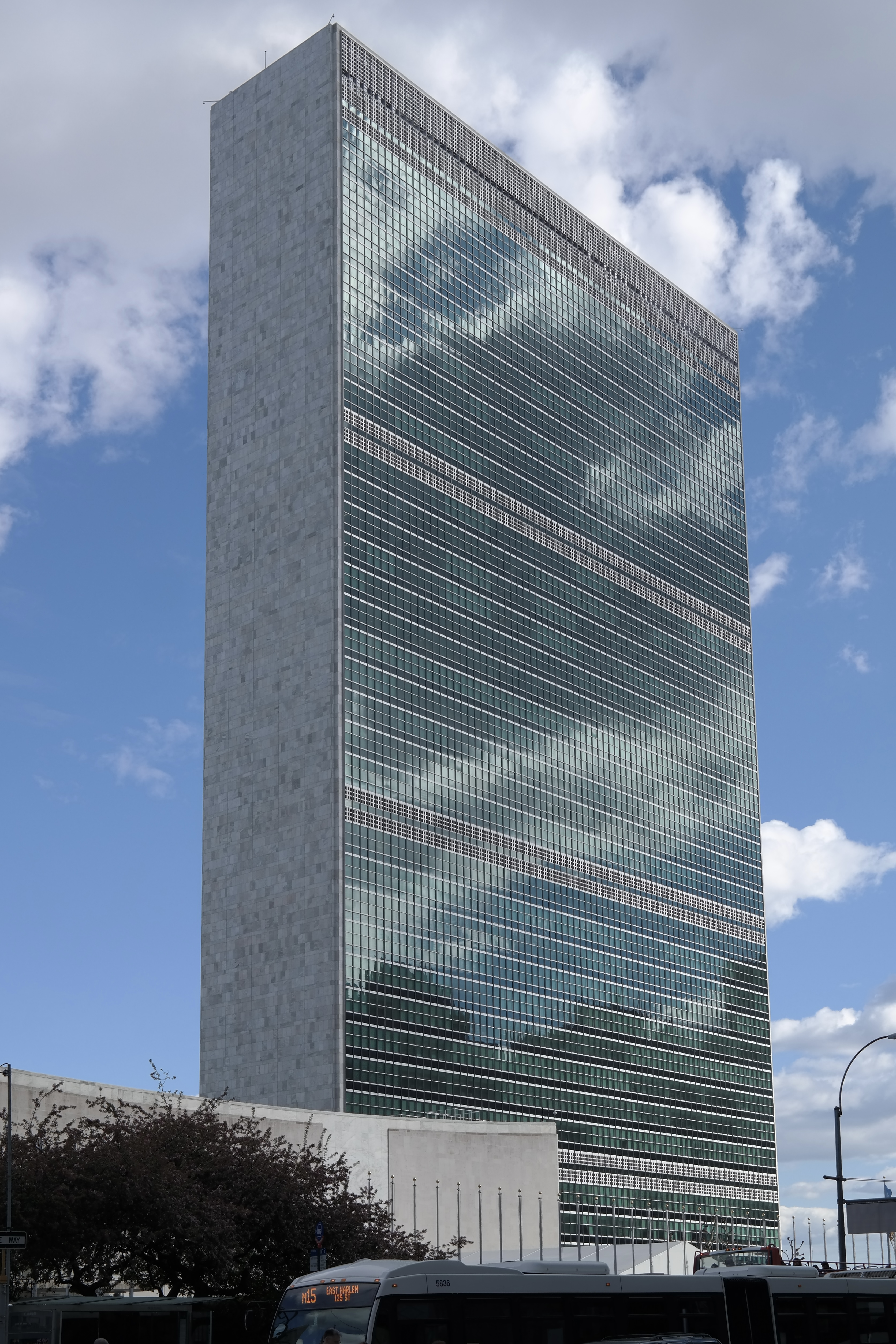
Het hoofdkwartier in 2015
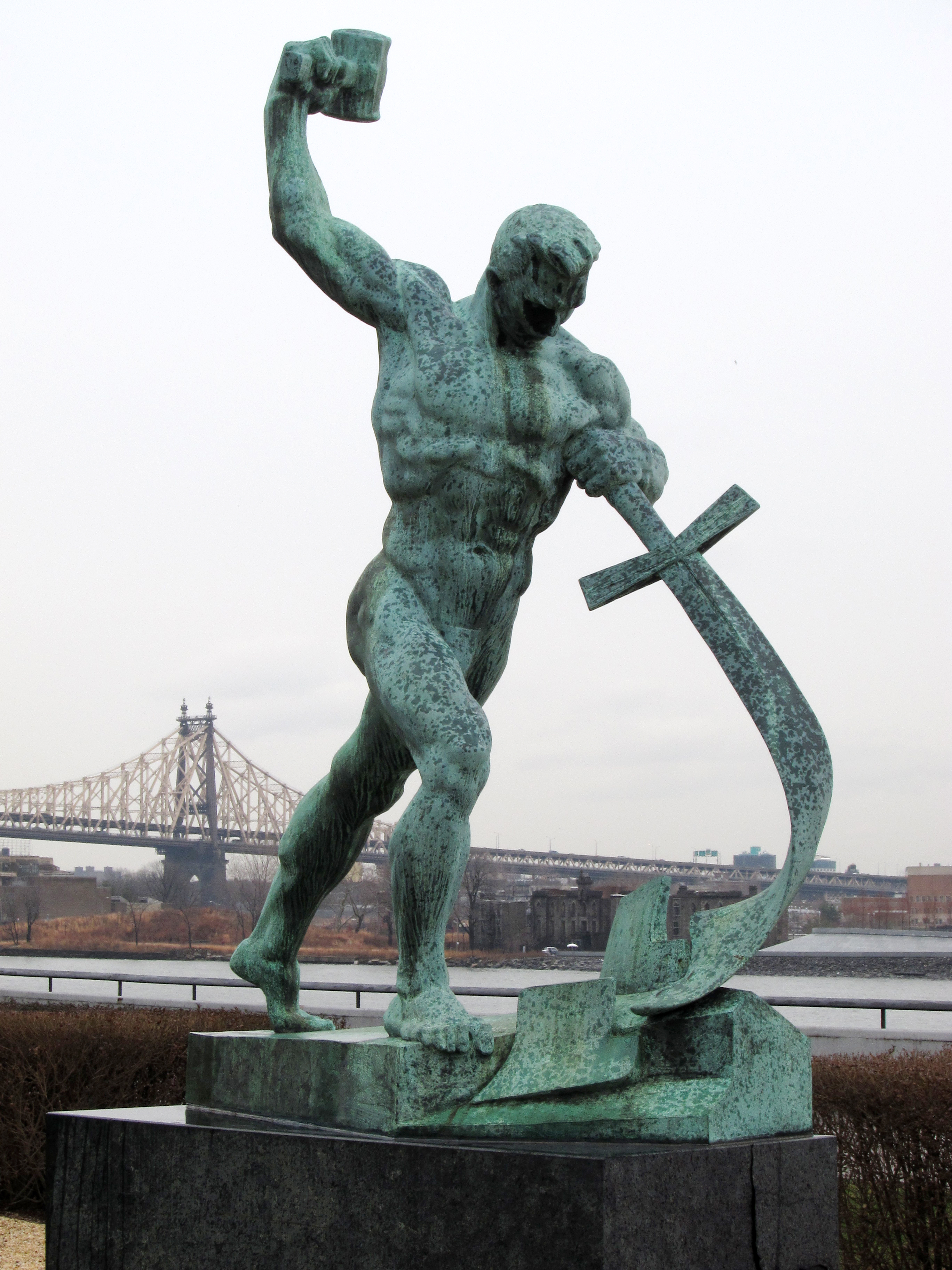
Jevgeni Voetsjetitsj (1959): Zwaarden omsmeden tot ploegscharen
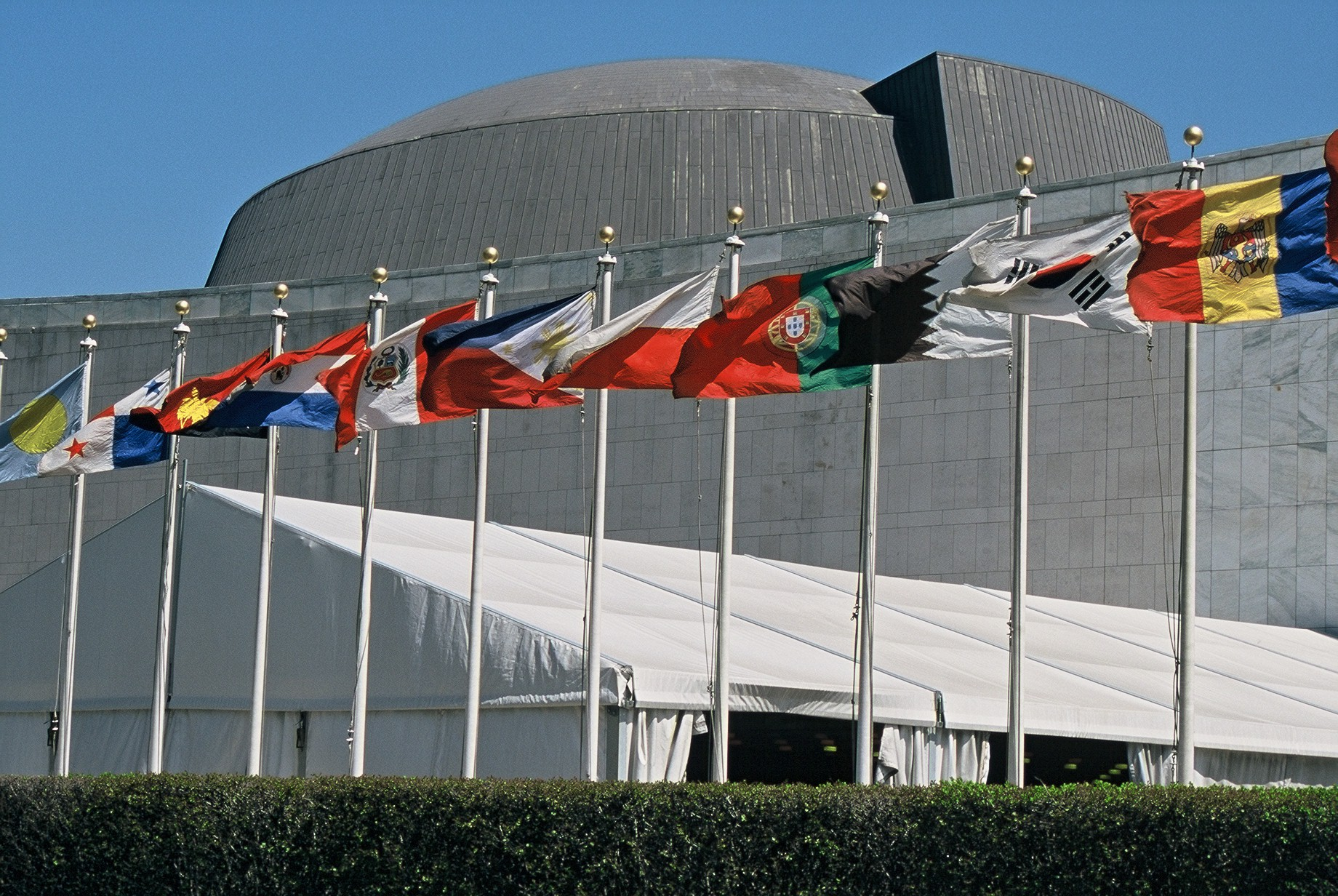
Vlaggen van de lidstaten, alfabetisch gerangschikt